# 拉巴祖日代萨勒
拉巴祖日德萨勒（法語：La Bazouge-des-Alleux，法語發音：[la bazuʒ de.z‿alø]）是法国马耶讷省的一个市镇，位于该省中部略偏北，属于马耶讷区。

## 地理
拉巴祖日德萨勒（48°11'0"N, 0°36'36"W）面积18.1 平方千米，位于法国卢瓦尔河地区大区马耶讷省，该省份为法国西北部内陆省份。
与拉巴祖日德萨勒接壤的市镇（或旧市镇、城区）包括：沙隆迪曼恩、科梅、热讷、马耶讷河畔马蒂涅、蒙叙尔。
拉巴祖日德萨勒的时区为UTC+01:00、UTC+02:00（夏令时）。

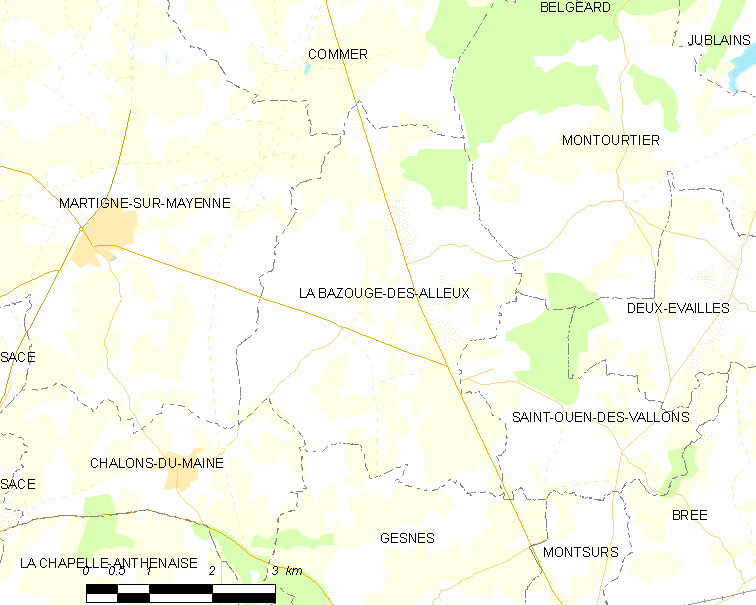
拉巴祖日德萨勒的OSM定位图

## 行政
拉巴祖日德萨勒的邮政编码为53470，INSEE市镇编码为53023。

## 政治
拉巴祖日德萨勒所属的省级选区为埃夫龙县。

## 交通
马耶讷省省道D12线、D24线、D519线和D520线经过拉巴祖日德萨勒境内。

## 人口

1962-2008年间拉巴祖日德萨勒人口变化图示

拉巴祖日德萨勒于2022年1月1日时的人口数量为550人。